# 계자 초퍼 제어

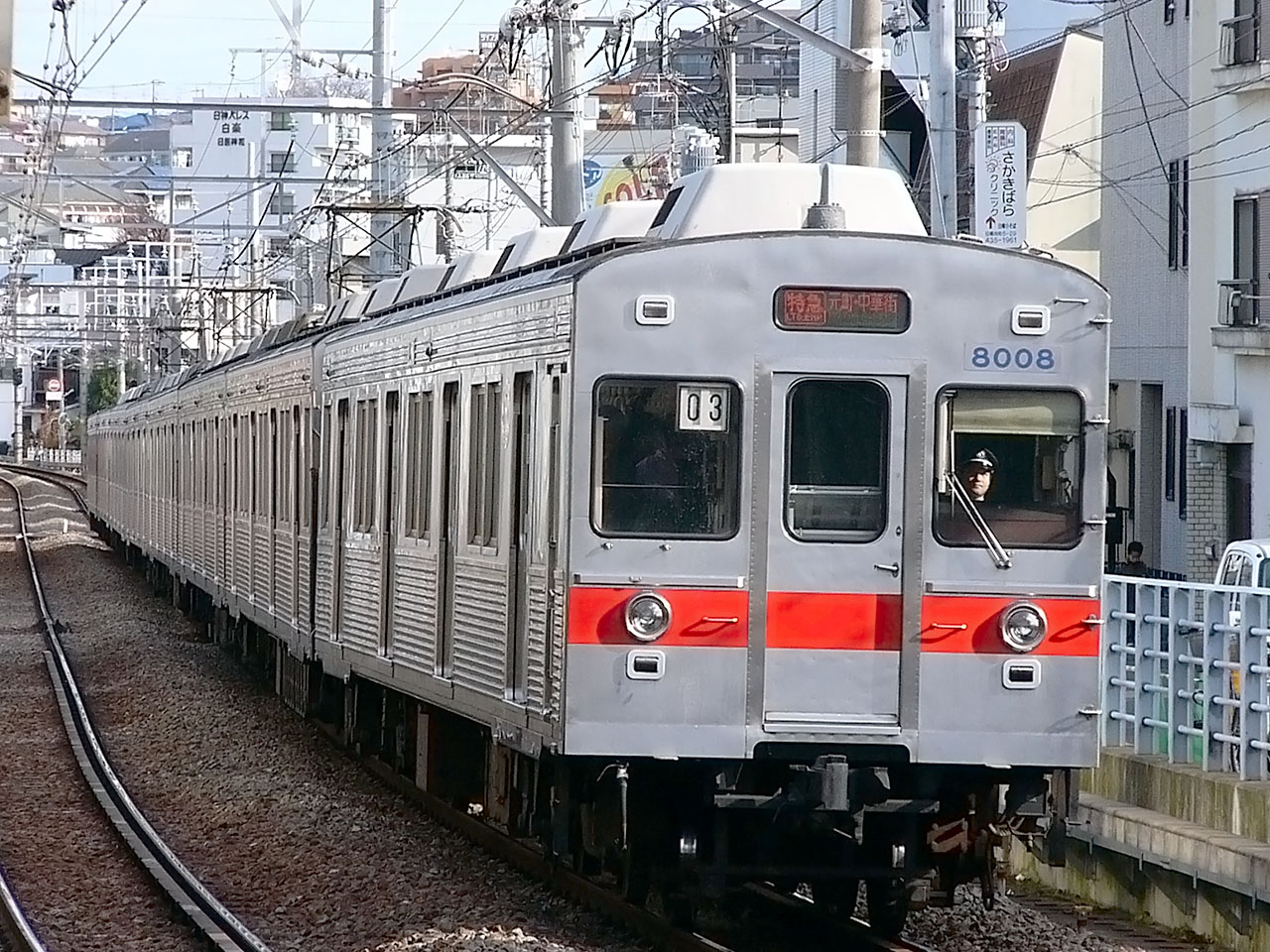
도큐 8000계 전동차

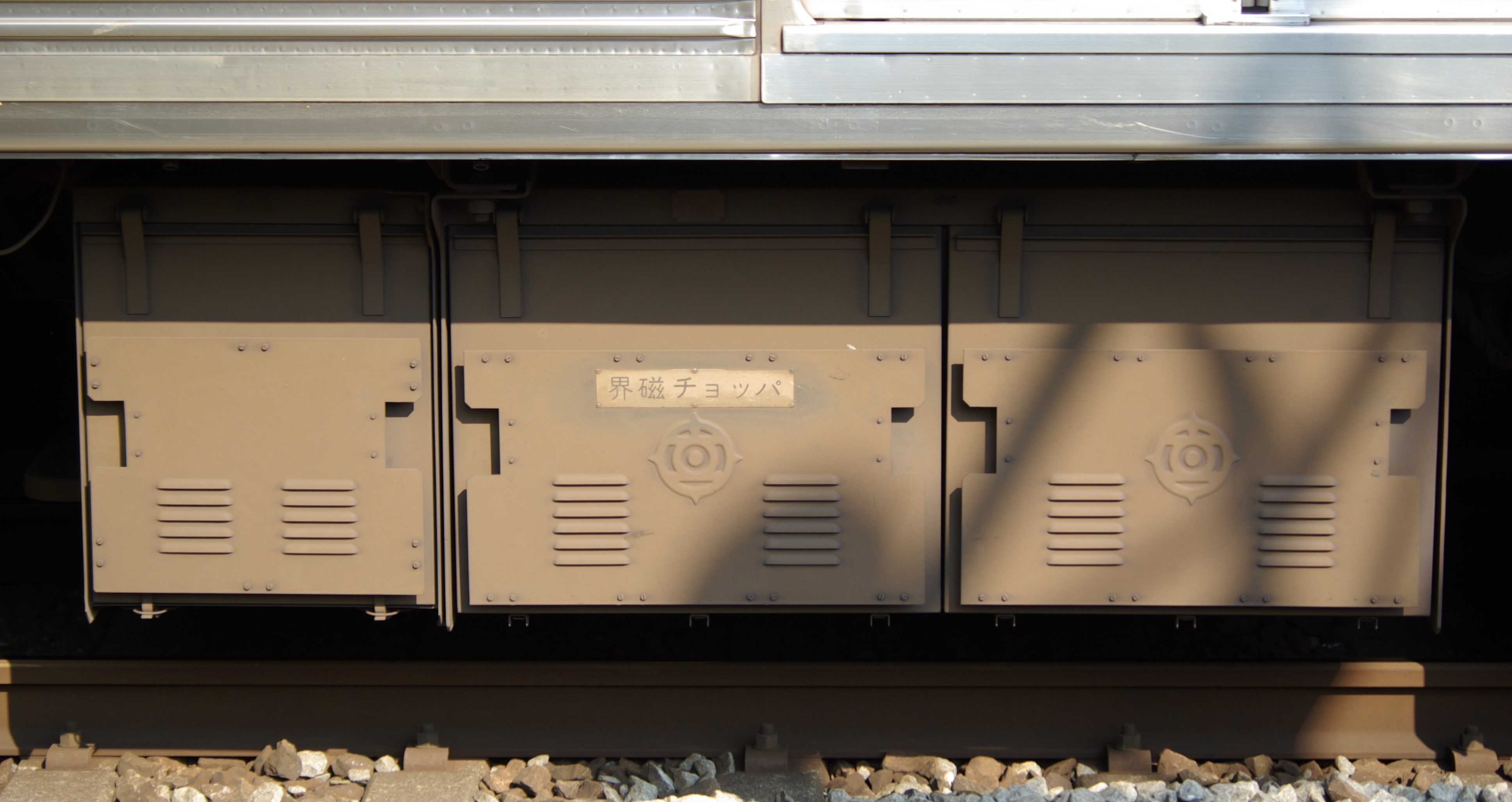
도큐 8000계의 계자 초퍼 제어장치

계자 초퍼 제어(界磁chopper制御, 영어: filed chopper control)란 복권전동기의 분권계자전류를 초퍼 방식으로 제어하여 회생제동을 가능하게 하는 속도 제어 방식이다. 회생제동을 사용할 수 있는 제어방식에는 계자 초퍼 제어 등장 이전에도 전기자 초퍼 제어 등이 있었지만, 전기자 초퍼 제어의 제조 비용이 높은데다 기동시의 저항손실분의 전력 절약 효율이 회생에 의한 에너지 회수분에 비해 1/10~1/20정도로 많지 않기 때문에 저항제어에 의한 기동과 역행은 그대로 유지하면서, 낮은 가격으로 회생제동을 실현하기 위해 개발되었다.
1969년에, 종래 사용되어 왔던 계자 조절기를 초퍼 방식으로 바꾸는 형태로, 도큐 8000계 전동차에 세계 최초로 채용되었다. 이후 일본에서는 대기업 사철 각 사에 도입이 진행되었지만, JR에서의 채용 사례는 없다. 일본국철 시대에 채용이 검토되어, 실제로 591계 시험 전동차를 사용한 계자 초퍼 제어 실험이 이루어졌지만, 이후 구조가 복잡하며 브러시·정류자의 점검 주기가 짧은 복권전동기에 대한 보수 현장으로부터의 반대도 있었고, 기동시부터 고속역까지의 특성이 보다 우수하며 종래의 직권전동기를 사용한 계자첨가 여자제어가 개발되었기 때문에 채용에는 이르지 않았다.
대기업 사철을 중심으로 계자 초퍼 제어를 채용한 차량이 다수 제작되었지만 저항제어 방식의 연장선상에 있는데다 열손실의 디메리트는 이전과 다르지 않으며, 1990년대부터 VVVF 인버터 제어가 주류가 되었기 때문에 현재 제조되는 차량에 채용되는 일은 없게 되었다.

## 방식의 개요
- 저항제어로 기동·역행한다.
- 전계자(全界磁) 정격속도에 도달한 후, 분권계자전류를 제어하여 계자의 강도를 바꾸어(약계자 제어), 역기전력의 크기에 의해 속도를 제어한다.
- 감속시에는 계자를 강하게 하여 전기자의 역기전력을 크게 하여 회생제동한다.

## 장점·단점

### 장점
- 전기자 초퍼 제어가 전류값이 큰 전기자 회로를 직접 제어하는 데에 비해, 이 방식은 용량이 작은 분권계자전류만을 제어하기 때문에, 반도체의 용량을 작게 할 수 있으며, 이에 의해 가격은 물론 유도장애나 소음도 줄어든다.
- 회생제동을 사용할 수 있으므로, 소비전력량을 절감할 수 있다. 주행 에너지를 효율이 좋게 회생시키면 직병렬 제어의 기동저항 손실은 최고속도의 에너지에 비해 약 1/18이며(∵에너지는 속도의 제곱의 비례:(40km / 120km）^2 = 1/9, 저항 손실은 병렬 풀 스텝 운동 에너지의 1/2, ∴1/18), 아주 작은 값이므로, 고가의 대전력 반도체를 필요로 하지 않는 고효율 회생제동 방법으로 사철에 널리 보급되었다.
- 일본국철 말기에 205계 등에 채용된 계자첨가 여자제어는 전원에 따라 직권전동기의 계자를 제어함으로써 실질 분권 특성을 얻어(=특별한 분권 권선이 필요 없음) 광범위한 회생제동을 하는, 같은 발상의 저항제어용 회생제동 방식이다.
- 전류 0A(제로 암페어) 제어를 실시함으로써 초퍼 제어가 이루어지는 속도역에서는 역행·제동 조작에 따른 응답이 매우 양호하고 이를 이용해 정속 제어를 할 수 있다(예:  게이세이 AE형 등). 또 역행, 타행, 제동의 교체시의 충격을 줄일 수 있으며 정속 제어는 계자 초퍼 방식 특유의 것이 아니라 분권전동기와 자기 증폭기의 조합으로 1960년에 등장한 한큐 2000계의 예가 있다.
- 분권계자전류를 늘려 역기전력을 높여 그만큼 회생제동의 실효 속도를 낮출 수 있다. 사용하는 전동기가 복권전동기여서 회생제동에 의한 역방향 전류가 직권계자권선을 타고 분권 계자에 의한 자속(磁束)을 줄이며, 발전 전압(역기전력)을 억제하고 자기평형성을 갖는다.
- 약계자기동으로 기동시의 충격을 줄일 수 있다.

### 단점
- 역행시의 정인장력 영역(기동시부터 대략 전계자속도의 전후까지)에서는 저항 제어여서 저항기의 발열에 따른 손실은 불가피하다. 그래서 에너지 소비의 관점에서는, 시동저항의 사용 시간과 횟수가 많은 용도에는 적합하지 않다. 또, 초퍼 제어 같은 연속 제어에 의한 점착성능 향상 및 가속시의 전후 충격의 개선은 버니어 저항 제어를 병용하지 않으면 기대할 수 없다.
- 직류 복권전동기는 가선전압의 급격한 변동시 일시적으로 큰 전류가 흐르는 특성이 있어 과도특성이 다소 나쁘기 때문에, 직류 직권전동기보다 브러시의 마모가 심해 점검·교환 주기가 짧아진다.
- 이 밖에 저속에서 회생제동의 효과 범위가 좁고 회생 중단 속도가 높다는 약점이 있다. 따라서 이론상의 전력 회생효율은 전기자 초퍼 제어에 비해 낮지만 실제 운용에서는 전기자 초퍼 제어에 비해 역기전력 과잉에 의한 회생 전력량 감소에 대한 영향도 무시할 수 없어 실제 회생효율의 우열은 구간별 운전 패턴에 좌우된다.

## 같이 보기
- 초퍼 제어
- 전기자 초퍼 제어
- 계자첨가 여자제어
- 가변 전압 가변 주파수 제어